# Helmle & Merzweiler
Helmle & Merzweiler war eine Glasmalereiwerkstatt in Freiburg im Breisgau.
Die Werkstatt ging aus der Freiburger Werkstatt von Lorenz (1783–1849) und Andreas Helmle (1784–1839) hervor, die seit 1822/23 bestand. Der Sohn von Lorenz, Heinrich (1829–1909), führte die Firma weiter und nahm 1875 Albert Merzweiler (1844–1906) als Mitgesellschafter hinzu. 1893 schied Heinrich Helmle krankheitsbedingt aus der Firma aus. 1884 trat Karl Jennes (1852–1924) in die Firma ein und übernahm 1900 die künstlerische Leitung. Jennes lieferte sämtliche Entwürfe und Kartons für die Werkstatt.
Der Sitz der Werkstatt befand sich seit 1877 in der Eschholzstraße 96, wo seit 1883 eine geräumige Werkstatt zur Verfügung stand. Das Unternehmen hatte 1884 neun Mitarbeiter.